# Specialiteitsregel rechtspersonen (België)
De specialiteitsregel in het Belgisch recht schrijft voor dat de rechtsbekwaamheid van een rechtspersoon het gevolg is van diens nagestreefde doel of maatschappelijk belang. Het actieveld van de rechtspersoon wordt als het ware beperkt tot dit doel. Men onderscheidt de wettelijke en statutaire specialiteit.

## Wettelijke specialiteit
De wettelijke specialiteit houdt in het privaatrecht in dat rechtspersonen enkel mogen handelen binnen het wettelijk geschapen kader. Zo hebben handelsvennootschappen het stellen van daden van koophandel tot doel, en hebben vzw's een niet-lucratief doel (waaruit bijvoorbeeld volgt dat ze geen economische bedrijvigheden mag voeren, en indien ze dit toch doet kan de ontbinding gevorderd worden). De rechtspersonen moeten zich op straffe van nietigheid houden aan dit wettelijk kader.

## Statutaire specialiteit
De statutaire specialiteit verwijst naar het bijzonder doel van de rechtspersoon, zoals weergegeven in de oprichtingsakte en de statuten. Men zou kunnen zeggen dat de statutaire specialiteit een verdere precisering is van de wettelijke specialiteit.
Derden worden verondersteld de statutaire specialiteit van de rechtspersoon na te gaan.